# کاساندرا کل
کاساندرا کل (انگلیسی: Cassandra Kell؛ زادهٔ ۸ اوت ۱۹۸۰) بازیکن فوتبال اهل استرالیا است.
وی همچنین در تیم ملی فوتبال زنان استرالیا بازی کرده‌است.